# Nierozłączka czarnogłowa
Nierozłączka czarnogłowa (Agapornis personatus) – gatunek małego ptaka z rodziny papug wschodnich (Psittaculidae) zamieszkujący Tanzanię. Nie jest zagrożona wyginięciem. Często spotykana w hodowli jako ptak ozdobny.
SystematykaJest to gatunek monotypowy. Bywał łączony w jeden gatunek z nierozłączką rudogłową (A. fischeri), a sporadycznie także z nierozłączką krasnogłową (A. lilianae) i czarnolicą (A. nigrigenis).
Zasięg występowaniaWystępuje w północnej i środkowej Tanzanii. Introdukowane populacje zamieszkują miasta Tanga i Dar es Salaam na wybrzeżu Tanzanii oraz Nairobi, Mombasę i Naivashę w Kenii.
Wymiarydługość ciała: 15 cm
masa ciała: 30–40 g
rozpiętość skrzydła: 9–11 cm
ŚrodowiskoZamieszkuje lesiste łąki i sawanny z akacjami, balsamowcami i baobabami. Zwykle spotykana jest w przedziale wysokości 1100–1800 m n.p.m. Zamieszkuje także ogrody i miejskie parki.
ZachowanieŻyją w niewielkich stadach, a poszczególne osobniki dobierają się w pary. Są to ptaki monogamiczne. Porozumiewają się krzykami, które słychać z daleka. Po wschodzie słońca zajmują się poszukiwaniem pokarmu. Gdy jedna nierozłączka znajdzie pożywienie, zaraz zbierają się tam pozostali członkowie grupy. Pewną część dnia spędzają także pielęgnując swoje upierzenie. Ptaki tworzące parę wzajemnie czyszczą sobie pióra, utrwalając w ten sposób łączące je więzi. Całe stado spędza noc na jednym drzewie.
W niewoli żyją 10–20 lat, długość życia na wolności nie jest znana.
PożywienieNasiona, jagody, owoce, pączki kwiatów, sporadycznie owady i ich larwy.
RozmnażaniePtaki te gniazdują w koloniach, gdzie każda para buduje własne gniazdo. Zbudowane jest najczęściej z kory i łodyg traw, wyścielane jest za to drobnymi gałązkami, liśćmi i korą. Po odbyciu godów samica składa 3–8 jaj i wysiaduje je samotnie przez trzy tygodnie. Przez pierwszy okres wymagają stałego karmienia, czym zajmuje się samiec. Gdy pisklęta pokryją się puchem, samica zaczyna także pomagać w karmieniu. Młode gniazdo opuszczają po 40 dniach, ale są jeszcze przez jakiś czas dokarmiane przez rodziców. Potem stają się samodzielne i dołączają do stada. Zdolne do rozrodu stają się w wieku 2–3 lat, kiedy to łączą się w pary.
StatusMiędzynarodowa Unia Ochrony Przyrody (IUCN) uznaje nierozłączkę czarnogłową za gatunek najmniejszej troski (LC – least concern) nieprzerwanie od 1988 roku. Trend liczebności populacji uznaje się za stabilny. Liczebność populacji nie została dokładnie oszacowana, jednak ptak ten opisywany jest jako dość pospolity, lokalnie pospolity. Papuga ta została wpisana do Załącznika II konwencji waszyngtońskiej.